# Kurt Boehme
Kurt Boehme (alemany: Kurt Gerhard Böhme)  (Dresden, 5 de maig de 1908 - Múnic, 20 de desembre de 1989) va ser un baix d'òpera alemany.

## Biografia
Böhme va estudiar al Conservatori de Dresden i va debutar el 1930 a Bautzen amb Der Freischütz de Weber. En la seva primera actuació, va cantar dos papers alhora: el del dolent Kaspar, un dels seus papers més recents, i l'ermità, amb només tres minuts per canviar-se de roba a l'acte final.
Uns mesos després del seu debut a Bautzen, va ser contractat per l'Òpera Estatal de la seva ciutat natal. Allà, la carrera de Böhme va començar amb Fafner a Das Rheingold de Wagner. De 1930 a 1950, va romandre membre del conjunt de la famosa Òpera Estatal de Dresden, on va gaudir d'un gran èxit, sobretot en les òperes de Strauss. El 1944, Böhme va ser inclòs a la llista dels dotats amb la gràcia divina pel Ministeri d'Il·lustració Pública i Propaganda del Reich.
El 1949, l'Òpera Estatal de Munic el va contractar, i el 1955, l'Òpera Estatal de Viena. Es va convertir en un dels favorits del públic als Festivals de Salzburg i Bayreuth. A les dècades de 1950 i 1960, gràcies en part al seu talent com actor, va ser molt sol·licitat a tot el món tant com a bufó baix (Baró Ochs) com a vilà (Kaspar el 1954 amb Wilhelm Furtwängler, Fafner a Das Rheingold el 1958 i a Siegfried el 1964 amb Georg Solti). Kurt Böhme va aparèixer regularment a Londres, Buenos Aires i a la Metropolitan Opera de Nova York. Böhme també va defensar el teatre musical contemporani, sobretot a través de la seva participació en nombroses estrenes mundials, com ara La Llegenda Irlandesa (1955) de Werner Egk, L'Escola de Dones (1957) de Rolf Liebermann i Sim Tjon (1972) d'Isang Yun.
Kurt Böhme, que posseïa una veu excepcionalment àmplia, va deixar una extensa discografia, tot i que en això va ser superat pel seu rival Gottlob Frick fins i tot en vida. Entre altres honors, va ser guardonat amb l'Orde del Mèrit de Baviera (7 de desembre de 1964).
A finals de 1989, Kurt Böhme va morir d'insuficiència cardíaca. Va ser enterrat a la fossa familiar a Mauer rechts 15, al cementiri de Munic-Haidhausen.

## Discografia (selecció)
- Der fliegende Holländer: Daland: Kurt Böhme, Senta: Helene Werth, Erik: Bernd Aldenhoff, Mary: Res Fischer, timoner: Helmut Krebs, holandès: Hans Hotter - Cor i Orchestra Simfònica de la Ràdio Simfònica del Nord d'Alemanya - Schüstra Hamburg 1951
- Die Entführung aus dem Serail: Erika Köth (Konstanze), Lisa Otto (rossa), Rudolf Schock (Belmonte), Murray Dickie (Pedrillo), Kurt Böhme (Osmin), Hannsgeorg Laubenthal, Òpera de Viena, Philassa Setting George Szell
- Smetana: Prodaná nevěsta, Barry McDaniel, Cvetka Ahlin, Melitta Muszely, Martti Talvela, Ruth Hesse, Rudolf Schock, Kurt Böhme; Cor i orquestra de la Deutsche Oper Berlin, director: Heinrich Hollreiser
- Peter Cornelius (Compositor): The Barber of Bagdad, amb Rudolf Schock, Anny Schlemm, Kurt Böhme, Director: Joseph Keilberth, Colònia 1951
- Der Rosenkavalier: Maria Reining, Kurt Böhme, Sena Jurinac, Alfred Poell (Cantant), Hilde Güden, Judith Hellwig, László Szemere, Hilde Rössel-Majdan, Harald Pröglhöf, William Wernigk; Director: Hans Knappertsbusch, Cor de l'Òpera Estatal de Viena, Orquestra Filharmònica de Viena, Viena 1955